# Tongoloa souliei
Tongoloa souliei là một loài thực vật có hoa trong họ Hoa tán. Loài này được (H. Boissieu) H. Wolff miêu tả khoa học đầu tiên năm 1927.